# Mimocalanus damkaeri
Mimocalanus damkaeri is een eenoogkreeftjessoort uit de familie van de Spinocalanidae. De wetenschappelijke naam van de soort is voor het eerst geldig gepubliceerd in 1983 door Brodsky, Vyshkvartseva, Kos & Markhaseva.